# Tyromyces galactinus
Tyromyces galactinus är en svampart som först beskrevs av Miles Joseph Berkeley, och fick sitt nu gällande namn av J. Lowe 1975. Tyromyces galactinus ingår i släktet Tyromyces och familjen Polyporaceae.   Inga underarter finns listade i Catalogue of Life.

## Bildgalleri

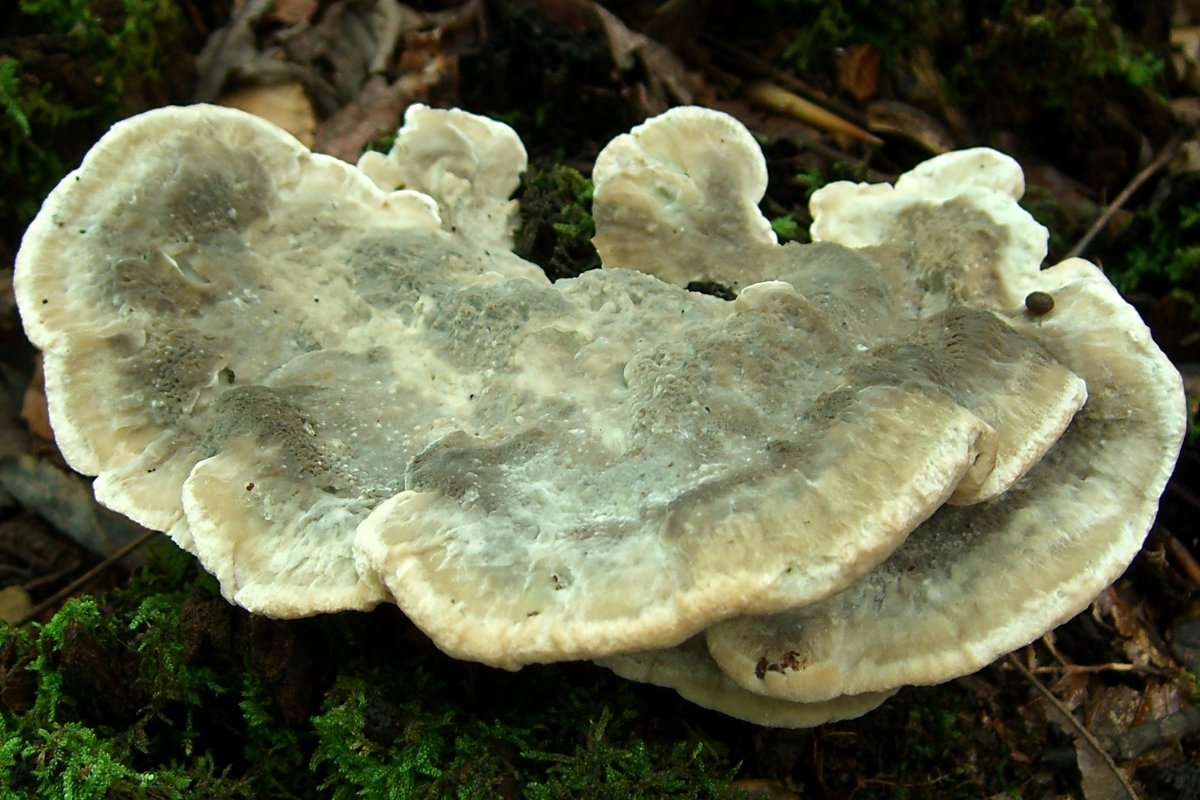